# オムジ
オムジ（朝: 엄지、中: 嚴智、英: Umji、1998年8月19日）は、韓国出身のアイドル。女性アイドルグループ・VIVIZのメンバー。また、GFRIENDのメンバー。身長165cm、血液型O型。仁川広域市延寿区出身。

## 来歴
2015年1月15日、GFRIENDのメンバーとしてデビューした。
日本のファッション雑誌「Popteen」のモデルを、2018年6月号から2019年6月号まで1年間務めた。
2021年5月22日、所属事務所「SOURCE MUSIC」との契約を終了し、GFRIENDとしての活動を一時停止。。
同年10月6日、BPM Entertainmentに移籍したことを発表し、GFRIENDのメンバーウナ、シンビと共にVIVIZとしての活動を開始。11月16日、ライブ配信プラットフォーム「Spoon Radio」のオリジナルコンテンツ『オムジの細胞たち』の単独パーソナリティに抜擢される。
2022年、VIVIZとしてデビュー。

## 作品

### 参加アルバム
- The Way（2016年）、『ショッピング王ルイ』OST Part 2』収録。
- Welcome（2020年）、『ウェルカム Part 3』収録。

## 出演

### ラジオ番組
- オムジの細胞たち（2021年11月6日 - 2022年1月4日、Spoon Radio）